# ヴェツェリウス
ヴェツェリウス、ヴェツェリヌス伯爵（Priester Graf Wezelin (Wecelin, Wecelius, Vecelinus) von Mainz）は11世紀のマインツの助祭（deacon）。ハインリヒ2世の親戚で、コンラート公の司祭（chaplain）。1005年ユダヤ教に改宗してユダヤ人となり、ミクラーを引用してユダヤ教に関する論文を書き、1012年ハインリヒ2世によってマインツのユダヤ教徒全員と共に市外追放になった。
住民は棄教やキリスト教への改宗、追放を迫られた。数ヶ月後、避難民はマインツへ帰還した。
その後の時代、カロニムス家 のさまざまな人物、ゲルショム・ベン・ユダ (960-1040、メッツ出身、マインツ没のラビ) を初めとするタルムード学者たちのもと、マインツのユダヤ教徒の知的生活はこれまでに無いほど活況を呈すことになる。